# بیف‌کیک (فیلم)
بیف کیک (انگلیسی: Beefcake) یک فیلم مستند درام است که در سال ۱۹۹۹ منتشر شد. این فیلم ادای احترامی به مجلات تصویری زیبایی اندام در دهه‌های ۱۹۴۰، ۱۹۵۰ و ۱۹۶۰، به ویژه مجلهٔ Beefcake magazine، است و از نقش‌آفرینان آن می‌توان دنیل مکلوور را نام برد.